# La Chance
Pour les articles homonymes, voir Chance (homonymie).
Pour plus de détails, voir Fiche technique et Distribution.
La Chance est un film français de René Guissart sorti en 1931. C'est une adaptation d'une pièce d'Yves Mirande.

## Synopsis
Une veuve joue sa fortune au baccara, elle doit vendre ses bijoux et demande l'hospitalité à Victor qui tente de la séduire.

## Fiche technique
- Réalisation : René Guissart
- Scénario : d'après une pièce d'Yves Mirande
- Société de production : Les Studios Paramount
- Société de distribution : Les Films Paramount
- Lieu de tournage: Les Studios Paramount, Joinville-le-pont
- Pays : France
- Format : Noir et blanc - Son mono (Western Electric) - 1,20:1
- Genre : Drame
- Durée : 75 minutes
- Date de sortie : 
  - France : 28 décembre 1931

## Distribution
- Marie Bell : Tania Balieff
- Marcel André : le docteur Gaston
- Françoise Rosay : Mme Mougeot
- Pierre de Guingand : Curral
- Fernand Fabre : le docteur Victor
- Jeanne Fusier-Gir : la concierge
- Madeleine Guitty : la cuisinière
- Palau : le bijoutier
- Christian Argentin : le propriétaire
- Robert Casa : un chef de réception
- Léonce Corne : l'huissier